# Стернотироидни мишић
Стернотироидни мишић (лат. musculus sternothyroideus) је парни потхиоидни мишић врата, који је локализован у средњем слоју предње стране вратне мускулатуре. Има облик танке мишићне траке и једним делом га прекрива стернохиоидни мишић.
Припаја се на горњем делу грудне кости и одавде се простире навише до штитне хрскавице гркљана.
Мишић је инервисан гранама вратног сплета (преко тзв. вратне замке), слично већини других потхиоидних мишића. Основна улога му је фиксирање и подизање гркљана током акта гутања, а слично дејство остварује посредно и на подјезичну кост.